# Mairie du 4e arrondissement de Paris

Logo de la mairie de Paris Centre.

La mairie du 4e arrondissement de Paris est le bâtiment qui hébergeait les services municipaux du 4e arrondissement de Paris, en France. Depuis la fusion administrative des quatre premiers arrondissements de Paris, le bâtiment a perdu sa fonction de mairie.

## Situation et accès
La mairie du 4e arrondissement est située place Baudoyer. Elle occupe l'îlot compris entre la place, la rue de Rivoli, la rue du Pont-Louis-Philippe et la rue François-Miron.

## Historique
À ses débuts en 1860, la mairie s'installe au n°20 de la rue Sainte-Croix-de-la-Bretonnerie, dans un hôtel du XVIIe siècle où était installée de 1840 à 1860 la mairie de l'ancien 7e arrondissement .
En 1868, la mairie déménage dans un nouveau bâtiment conçu par l'architecte Antoine-Nicolas Bailly, place Baudoyer.
Le 11 juillet 2020 est créé le secteur Paris Centre, regroupant les quatre arrondissements centraux de Paris. Conformément aux résultats d'une votation citoyenne, la mairie du 3e arrondissement devient la mairie du secteur. En septembre 2021 la mairie du 4e arrondissement est devenue l’Académie du Climat.